# Cynthia Cooper-Dyke

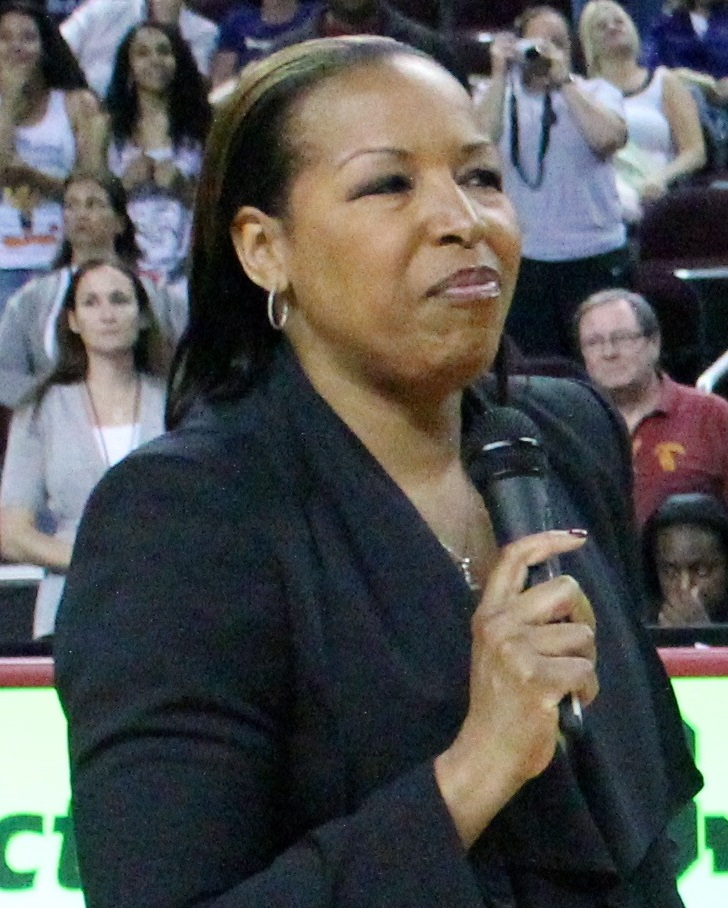
Cynthia Cooper-Dyke em 2011.

Cynthia Lynne Cooper-Dyke (nascida Cooper, nascida em 14 de abril de 1963 em Chicago, Illinois) é uma ex-jogadora de basquete americana. Ela jogou como profissional na Liga WNBA. Ela também é a vencedora olímpica de 1988. Cooper é considerada por muitos uma das melhores jogadoras de basquete do mundo.
Na Liga WNBA, Cooper-Dyke representou o clube da WNBA Houston Comets desde que a liga foi fundada em 1997. O Comets venceu o campeonato quatro temporadas consecutivas, 1997-2000, e Cooper-Dyke foi eleita a jogadora mais valiosa da liga em 1997 e 1998. Após a temporada de 2000, ela abandonou sua carreira e treinou a WNBA clube Phoenix Mercury por uma temporada e meia. Para a temporada de 2003, ela voltou ao campo de jogo na classificação dos Cometas. Após a temporada, ela anunciou que encerraria sua carreira de jogador definitivamente. Desde então, ela treinou basquete universitário.
Cooper-Dyke foi introduzida no Hall da Fama do Basquete Feminino de 2009.

## Trajetória
- University of Southern California (1982-1986)
- Samoa Bétera (1986-1987)
- Parma Basket (1987-1994)
- SC Alcamo (1994-1996)
- Houston Comets (1997-2000)
- Houston Comets (2003)